# Komar tygrysi
Komar tygrysi (Aedes albopictus) – inwazyjny, szybko rozprzestrzeniający się gatunek owada z rodziny komarowatych (Culicidae), jeden z najbardziej rozpowszechnionych i najliczniej występujących komarów na całym obszarze Azji Południowo-Wschodniej, a jednocześnie najważniejszy z punktu widzenia mikrobiologii lekarskiej wektor, czyli gatunek roznoszący arbowirusy. Został zawleczony przez ludzi na inne kontynenty zagrażając ludziom takimi chorobami, jak chikungunya, denga, żółta febra, gorączka Zachodniego Nilu i japońskie zapalenie mózgu. W 1975 pojawił się na południu Europy i systematycznie przesuwa się na północ i zachód, zasiedlając kolejne kraje; w 2011 roku został stwierdzony w Bułgarii, a w 2024 we wschodniej Ukrainie.

## Ogólna charakterystyka
Z uwagi na swoje pochodzenie nazywany jest komarem azjatyckim, a powszechnie stosowana nazwa komar tygrysi nawiązuje do srebrnobiałych pasków na tle czarnego ciała. W zależności od warunków środowiska osiąga od 2 do 10 mm długości. Jest agresywnym i niewybrednym, aktywnym w ciągu dnia, krwiopijcą. Największą aktywność wykazuje wczesnym rankiem i późnym popołudniem. Atakuje ludzi, zwierzęta gospodarskie i dzikie, w tym ssaki, płazy, gady i ptaki. Samica komara przekłuwa skórę ofiary długą trąbką ssącą (proboscis) i żywi się krwią. Samce mają podobną do samic budowę, ale osiągają mniejsze o około 20% rozmiary. Różnią się budową aparatu gębowego – samce są przystosowane do pobierania pokarmu roślinnego.

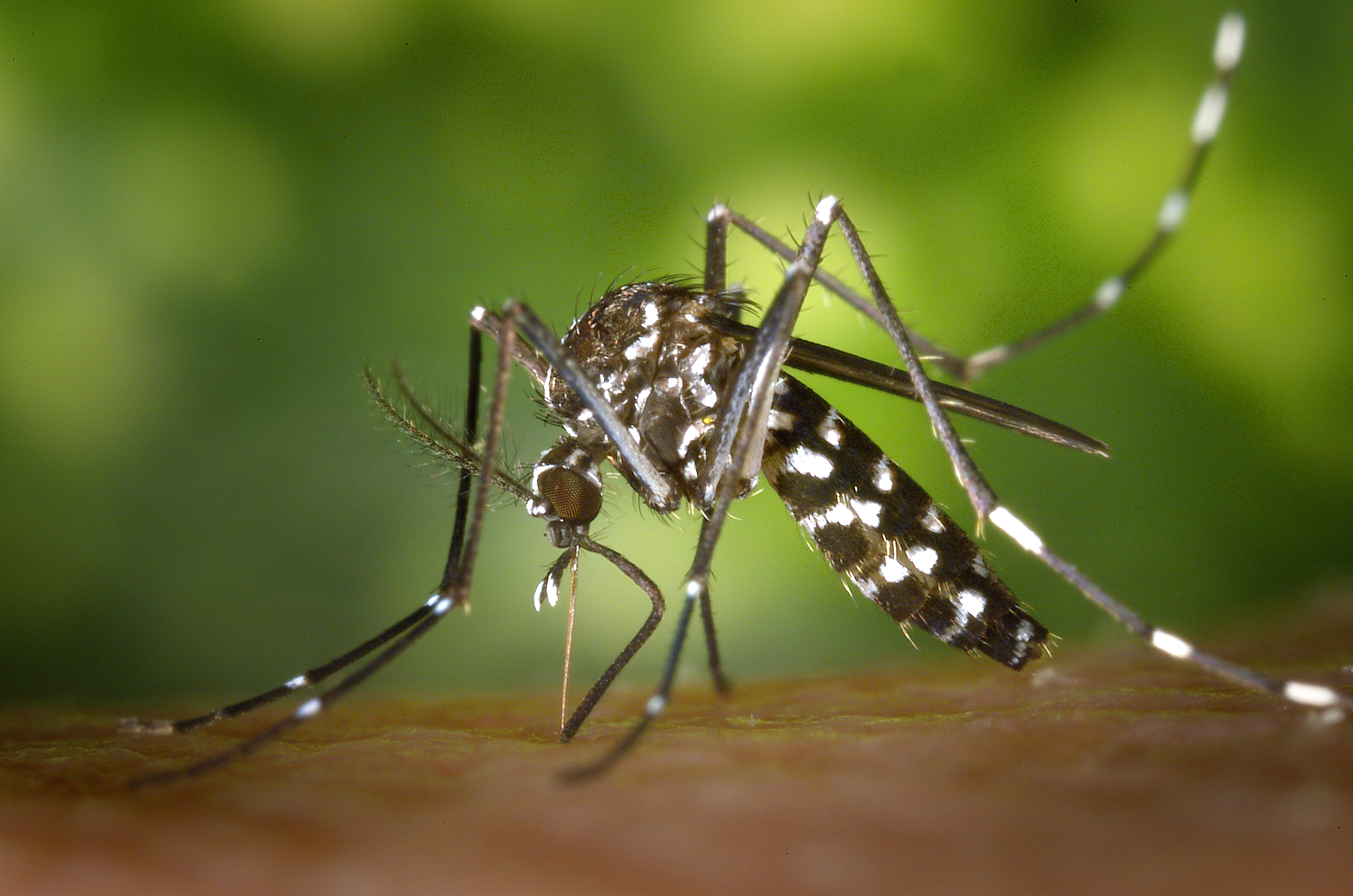
Samica wkłuwająca się w skórę

Samica składa na powierzchni wody pojedyncze, owalne jaja o długości około 0,5 mm, odporne na wysychanie. Pomimo ubytków wody, a nawet przesuszenia jaj (dehydracji) przez okres do 1 roku, zachowują one zdolność do dalszego rozwoju krótko po ponownym zanurzeniu w wodzie. W klimacie umiarkowanym jaja komara zimują. Rozwój larw jest zależny od temperatury, zwykle trwa od 5 do 10 dni, a w stanie poczwarki pozostaje jeszcze przez 2 dni. Larwy żywią się rozdrobnioną w wodzie materią organiczną.

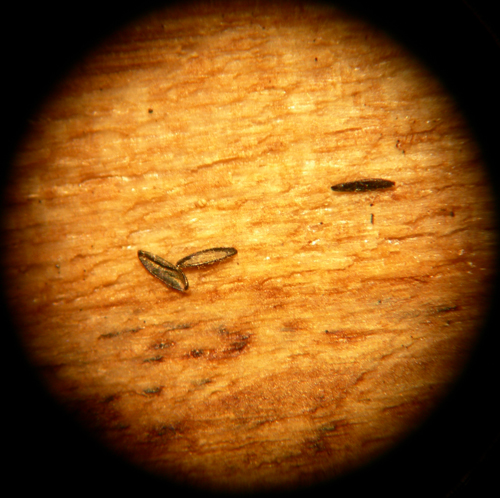
Wysuszone jaja Ae. albopictus – wkrótce po zanurzeniu w wodzie zamienią się w larwy

## Występowanie i biotop
Naturalny zasięg występowania tego gatunku obejmuje Azję Południowo-Wschodnią oraz wyspy Oceanu Indyjskiego i Spokojnego – od Madagaskaru po Japonię. Został rozprowadzony przez człowieka poprzez transportowanie mokrych roślin oraz przechowywanych na powietrzu zużytych opon i zbiorników, w których zmagazynowała się woda. W takich miejscach komary znajdują sprzyjające warunki do rozrodu – składają jaja na powierzchni wody, a larwy rozwijają się w środowisku wodnym. Zawleczono go w ten sposób do Afryki, Ameryki, Australii i Europy. Europejskie Centrum ds. Zapobiegania i Kontroli Chorób przewiduje, że w Europie – przy warunkach pogodowych sprzyjających rozwojowi owada – azjatycki komar może dotrzeć nawet do południowych skrajów Skandynawii. W 2008 roku odnotowano jego występowanie w 28 krajach świata, poza jego naturalnym zasięgiem.
W Europie pojawił się w 1975. Stabilne populacje potwierdzono w Albanii (1975), Włoszech (1990), Francji (1998), Belgii (2000), Grecji (2000–2001), Czarnogórze (2001), Hiszpanii (2003), Szwajcarii (2003), Chorwacji (2004), Holandii (2005), Słowenii (2005), Bośni i Hercegowinie (2005) i Monako (2006). W 2007 został zaobserwowany w Niemczech, ale nie potwierdzono jego aklimatyzacji w tym kraju. 10 października 2024 Ruslan I. Mishustin, biolog z Chersońskiego Uniwersytetu Państwowrgo dokonał obserwacji osobnika w zachodniej Ukrainie, przy granicy ze Słowacją (Użhorod).
Aedes albopictus jest związany z wilgotnymi, zadrzewionymi lub zakrzewionymi terenami. Przebywa głównie wśród krzewów, blisko ziemi. Na miejsca rozrodu w warunkach naturalnych wybiera małe zbiorniki wodne gęsto osłonięte roślinnością. Posiada duże zdolności przystosowawcze i łatwo się aklimatyzuje w warunkach tworzonych przez człowieka. Może rozmnażać się praktycznie w każdym zbiorniku z wodą – w cmentarnych pojemnikach na kwiaty, poidłach dla ptaków, porzuconych zbiornikach i innych przedmiotach długo magazynujących wodę stojącą.

## Taksonomia

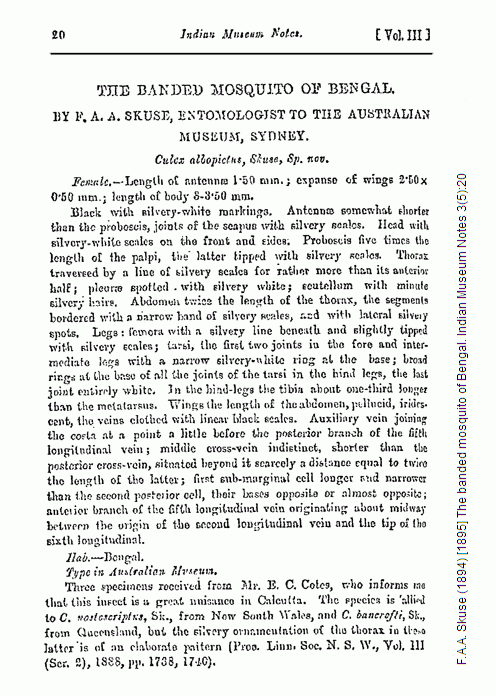
Oryginał opisu gatunku

Gatunek został opisany naukowo przez F. A. Skuse’a w 1895 roku pod nazwą Culex albopictus. W 1920 roku F. W. Edwards przeniósł ten gatunek do rodzaju Aedes
Osobnik typowy, na podstawie którego opisano gatunek, został złożony w Australian Museum, ale z czasem prawdopodobnie zaginął. Wobec braku wzorca w 1968 Yiau-Min Huang opisał neotyp.
Blisko spokrewnionym gatunkiem jest Aedes aegypti – również wektor wielu chorób.

## Zagrożenia i przeciwdziałanie
Aedes albopictus jest wektorem ponad 20 arbowirusów, w tym wywołujących groźne choroby pochodzenia tropikalnego, takie jak chikungunya (CHIK), denga, wschodnie, zachodnie i wenezuelskie końskie zapalenie mózgu (EEE, WEE i VEE), żółta febra, gorączka Zachodniego Nilu i japońskie zapalenie mózgu. Z tego powodu podejmowane są działania monitorujące i prewencyjne. Obszary, na których stwierdzono pojawienie się jaj są spryskiwane permetryną, diflubenzuronem lub biopreparatami zawierającymi pałeczki Bacillus thuringiensis.
Prowadzone są poszukiwania biologicznych metod walki z owadem. W Stanach Zjednoczonych zaobserwowano, że znaczny wpływ na ograniczenie populacji komara azjatyckiego ma rodzimy gatunek Corethrella appendiculata z grupy muchówek długoczułkich (Nematocera). W Chinach odnotowano skuteczność wypuszczania do środowiska samców komara tygrysiego zainfekowanych bakterią Wolbachia, przez co nie dają potomstwa z występującymi w naturze samicami.